# El Baúl del Monje

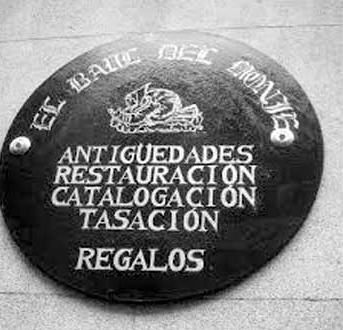
Baúl del Monje, Madrid

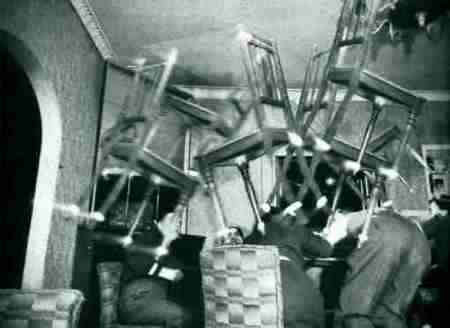
Uno de los fenómenos registrados en el Baúl del Monje en 1999.

El Baúl del Monje fue una tienda de antigüedades en Madrid (España) conocida por ser foco de supuestos fenómenos paranormales de gran intensidad durante los años 1990. Los fenómenos fueron investigados por el Grupo Hepta y la periodista Cristina Rovirosa en febrero de 1999. El local se encuentra ocupado a día de hoy (2022) por una vivienda.

## Historia
Los fenómenos registrados previos a la llegada del grupo Hepta de investigación paranormal eran descritos como agresivos, de gran intensidad y muy frecuentes. El inmueble donde tuvieron lugar los hechos se localizaba en la calle Marqués de Monasterio, número 10, en el céntrico barrio de Justicia, a escasa distancia del Paseo de Recoletos. Se llegaron a producir supuestos fenómenos de materialización, apariciones, ruidos inexplicables y movimiento de objetos inanimados todos los días y todos ellos de índole Poltergeist. Algunos de los mismos fueron presenciados por clientes de la tienda. 
A la llegada del grupo Hepta comenzaron una serie breve de investigaciones que arrojaron los mismos resultados. De aquellas investigaciones emanan las siguientes declaraciones de los miembros de aquel grupo de investigación:

Las lámparas comenzaron a moverse solas. Por ejemplo, los adornos cristalinos que cuelgan de ellas aparecían en otras habitaciones. Saltaban delante de tus ojos o directamente se rompían. Se abrían solos los grifos, a veces parecía como si se cayera una vajilla contra el suelo y muchas otras surgía un olor a podrido que se transformaba en un aroma a rosas increíble. Surgía por las habitaciones e impregnaba algunos muebles. Olía a pelo quemado dentro de uno de los armarios.

Estábamos un día organizando la tienda. Encima de la mesa teníamos un velón y de repente se encendió solo. En otra ocasión Noel tiró a la basura una cabeza de carnero porque parecía cobrar vida. Después de tirarla a la basura la encontramos en la puerta del local. A partir de ese día la hemos escondido.

Había días que cerrábamos la tienda y veníamos a ver qué pasaba. Siempre a la misma hora se desencadenaban los acontecimientos. Estando con unos amigos en la salita principal comenzaron a caernos unos trocitos de madera como carcomida y húmeda.

### Posibles causas
Según los investigadores, fieles a la parapsicológica, todo pudo haberse desencadenado por unos hechos dramáticos sucedidos en aquel mismo lugar, años atrás, en los que un individuo murió por la inhalación de humo tras haberse escapado el gas de la estufa. 
Uno de los investigadores, que era físico, utilizó un magnetómetro para realizar alguna de sus investigaciones, que arrojaron que en un punto determinado del local, el campo electromagnético era cercano a 0 nano-teslas, algo imposible según la física, ya que el espacio terrestre es atravesado por diversos campos electromagnéticos. Sin embargo, se ignora si se comprobó el buen funcionamiento del magnetómetro.
Numerosos programas especializados como Cuarto Milenio han hecho reportajes sobre el antiguo local y su investigación. Hoy en día (2022) es una vivienda privada en la que ya no se han descrito sucesos fuera de lo normal.
Según la explicación del Grupo Hepta, los fenómenos eran de índole Poltergeist y estaban provocados inconscientemente por el propio afectado y propietario Noel, los movimientos de objetos, materializaciones de objetos (una de las cuales fue captada en una grabación de video) eran causados por el propio individuo y no por una causa del otro lado.